# هورنی کروپا
هورنی کروپا (به چکی: Horní Krupá) یک منطقهٔ مسکونی در جمهوری چک است که در ناحیه هاولیتشکوف برود واقع شده‌است. هورنی کروپا ۱۱٫۳ کیلومتر مربع مساحت و ۵۴۵ نفر جمعیت دارد و ۴۷۷ متر بالاتر از سطح دریا واقع شده‌است.